# Anta do Pau
Die Anta do Pau liegt westlich von São Miguel de Machede, nordöstlich von Évora im Distrikt Évora in Portugal. Anta oder Dolmen ist die portugiesische Bezeichnung für etwa 5000 Megalithanlagen, die während des Neolithikums im Westen der Iberischen Halbinsel von den Nachfolgern der Cardial- oder Impressokultur errichtet wurden. 
Die Anta do Pau ist ein Dolmen, der chronologisch ins Chalkolithikum eingestuft werden kann. Sie hat eine große runde Kammer aus sieben noch stehenden Tragsteinen. Der Deckstein lag zeitweise in der Kammer, eventuell wegen der Bäume in der unmittelbaren Umgebung. Er wurde bei der Restaurierung wieder aufgelegt. Dieses Denkmal wurde noch nicht als National Monument eingestuft.
In der Nähe liegen die Antas do Monte da Barrosinha 2 + 3.